# Patos do Piauí
Pour les articles homonymes, voir Patos (homonymie).
Patos do Piauí est une municipalité brésilienne située dans l'État du Piauí.